# Vesihiisi
Vesihiisi var en finländsk ubåt som tjänstgjorde under andra världskriget. Namnet betyder ordagrant ungefär "vatten-ande", i överförd bemärkelse liktydigt med Näcken.

## Fartyg i klassen
- CV 702 Vetehinen
- CV 703 Vesihiisi
- CV 704 Iku-Turso